# Humber (folyó)
A Humber (kiejtése: hʌmbər) egy 62 km hosszú, brakkvizű folyótorkolat Anglia keleti részén. Gyakran folyóként említik, de mivel a dagály egész hosszában végigjárja, ezért hossza ellenére folyótorkolatnak számít. A Humber a Trent és az Ouse folyók találkozásától, Trent Fallsnál indul és az Északi-tengerbe torkollik a hosszú homokzátony Spurn (északon) és Cleethorpes városa (délen) között. Kiindulásánál kb. 1,2 km, míg a torkolatánál 11 km széles. A Humber választja el egymástól Lincolnshire és East Riding of Yorkshire megyéket. 
A Humber mentén fekvő nagyobb kikötők: Kingston upon Hull, Grimsby, Immingham, New Holland és Killingholme. Alsó szakaszán a nagy tengeri hajók számára is járható, de áruszállításai forgalma csak negyede a Temzéének.  

## Története

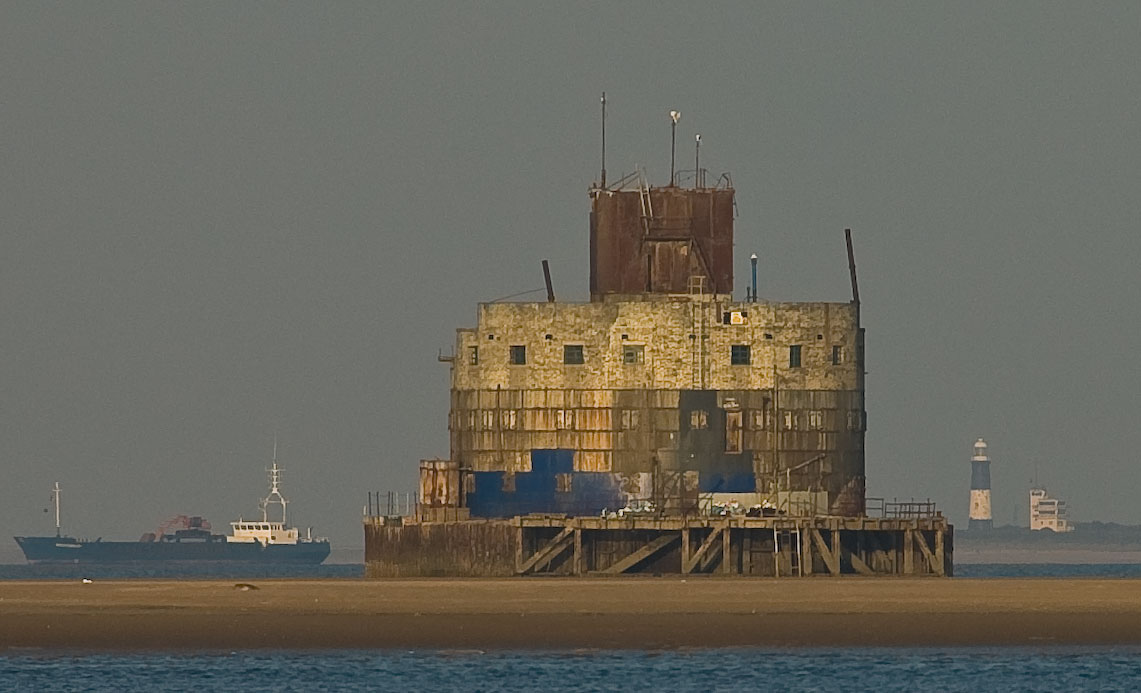
A Humber torkolatát védő erőd

A jégkorszakban, amikor a tenger szintje alacsonyabban volt, a Humber édesvizű folyó volt és kiterjedt a ma már víz alá került északi-tengeri tengerfenékre is. 
Miután az angolszászok megtelepedtek Britanniában, a Humber választotta el északi nagy királyságukat, Northumbriát a déli államoktól. A királyság neve is innen származik, eredeti formájában Norðhymbre, jelentése "a Humbertől északra lakók". Ma East Riding of Yorkshire és Lincolnshire megyék közötti választóvonalul szolgál. 
Claudius római császár i.sz. 43.évi hadjáratának eredményeképpen a Római Birodalom északi határa Britanniában a Humber és a Severn folyók vonala lett.
1921. augusztus 23-án az R38 brit léghajó szétesett és a Humber vizébe zuhant; a katasztrófának 44 áldozata volt. 
1915-ben az első világháború közben két partvédelmi erődöt építettek a Humber torkolatában. 1919-re készültek el és a második világháborúban is szemmel tartották a hajóforgalmat, de 1956-ban a katonák kivonultak belőlük. Ma elhagyottak, bár egyikben már 15 éve drogfüggők rehabilitációs központját tervezik megnyitni. 
1974 és 1996 között létezett egy Humberside nevű megye, amely a mai East Riding megyéből és North Lincolnshire és North East Lincolnshire kerületekből állt.

## Átkelők

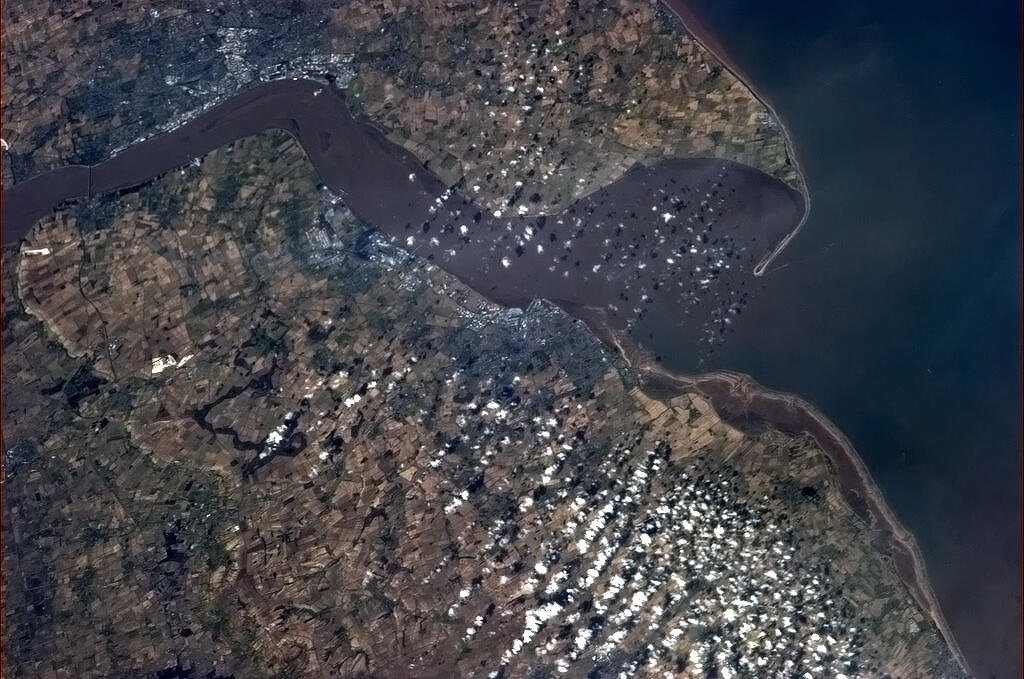
A Humber a világűrből

A folyótorkolaton egyetlen híd, a Humber híd vezet át Hessle és Barton-upon-Humber között, amely 1981-es elkészültekor a legnagyobb fesztávolságú függőhíd volt a világon. Ma már csak a hetedik. 
A híd megépülése előtt kompok szállították át az utasokat Hull és New Holland között. A gőzhajójárat 1841-ben indult, amelyet 1848-ban egy vasúttársaság megvásárolt és ők is üzemeltették a híd megépítéséig (annak ellenére, hogy a New Holland-i vasútvonal 1977-ben megszűnt). A híd helyén már a 11. században is járt egy komp az ott kb. másfél km széles Humberen. 
2005 augusztusában a 205 cm magas hulli Graham Boanas gyalog gázolt át a Humber felső szakaszán Brough-nál, kihasználva a rendkívül alacsony apályt. Teljesítményét később a Top Gear egyik (10. évad, 6. epizód) műsorában is megismételte.
Az első nő aki átúszta a Humbert, a 19 éves Alice Blowman volt 1927-ben. A távot 2 óra 10 perc alatt teljesítette New Holland és Hull között.  

## Fordítás
- Ez a szócikk részben vagy egészben  a   Humber című angol Wikipédia-szócikk ezen változatának fordításán alapul.  Az eredeti cikk szerkesztőit annak laptörténete sorolja fel. Ez a jelzés csupán a megfogalmazás eredetét és a szerzői jogokat jelzi, nem szolgál a cikkben szereplő információk forrásmegjelöléseként.